# Гарц, Оке Хенрик
О́ке Хе́нрик Гарц (швед. Åke Henrik Gartz; 9 июня 1888, Гельсингфорс, Великое княжество Финляндское — 29 ноября 1974, Хельсинки, Финляндия) — финский политик и дипломат; чрезвычайный и полномочный посол Финляндии в СССР (1953—1955), ранее — министр иностранных дел Финляндии (1950—1951).

## Биография
Родился 9 июня 1888 года в Гельсингфорсе, в Великом княжестве Финляндском.
С 17 марта 1950 по 20 сентября 1951 года был министром иностранных дел Финляндии.
С 1953 по 1955 год был в должности чрезвычайного и полномочного посла Финляндии в СССР.
Скончался 29 ноября 1974 года в Хельсинки в Финляндии.